# Mayi-Moya
 (mars 2020).
Mayi-Moya est un village du territoire de Beni, en République démocratique du Congo, situé à 40 km de la ville de Beni au nord sur la RN4.

## Histoire
Un massacre s'y est déroulé en 2016.